# 春 (小説)
『春』（はる）は、島崎藤村の長編小説。当初書き下ろしの予定だったが、二葉亭四迷の勧めで、1908年4月7日から8月19日まで「東京朝日新聞」に連載、10月に「緑蔭叢書」第二篇として自費出版した。
「文学界」創刊ごろの同人たちとの交流をモデルとして、若者たちが現実と理想に悩み、苦しみながら、それぞれの道を見つけて歩き出すまでを描いたもの。著者初の自伝的小説。これより前の時期を描いた作品に、『桜の実の熟する時』がある。
新聞連載時と自費出版時では挿絵が異なる。
読書体験として、前者の挿絵で読むのと自費出版の掲載された絵画で読んでみるのとでは作品のイメージが異なってくる。

## あらすじ
教え子である勝子を愛したために職を捨てて旅に出た岸本捨吉だったが、同人雑誌の創刊の話を聞き、戻ってくる。だが、捨吉やその同人たちを待っていたのは、俗世からの打破と自由を求めようとする、苦闘や葛藤、そして挫折であった。そしてそんな中、捨吉が心から尊敬していた先輩である青木が自殺し、衝撃を受ける。
一方勝子は結婚していってしまったが、まもなく死んでしまう。捨吉は葛藤の末に作家として生きることを決意し、一切を捨てて東北の学校へ赴任する。

## 登場人物
岸本捨吉
島崎藤村自身。教え子の勝子を愛したために旅に出ている。
青木駿一
モデルは北村透谷。内面的苦悩の末に、自殺する。
青木操
モデルは北村透谷の妻石坂ミナ。
市川仙太
モデルは平田禿木。
岡見涼子
モデルは星野天知の妹勇子。
菅時三郎
モデルは戸川秋骨。
君
モデルは箱根環翠楼の女中千代
足立弓夫
モデルは馬場孤蝶。
岡見兄弟（弟は清之助）
モデルは星野天知と星野夕影兄弟。
安井勝子
モデルは島崎藤村の明治女学校での教え子で、藤村から愛された佐藤輔子。
陶山
モデルは山路愛山。
福富
モデルは上田敏。